# Liên đoàn Ballet Quốc gia Hà Lan
Liên đoàn Ballet Quốc gia Hà Lan (Het Nationale Ballet) là liên đoàn ballet chính thức và lớn nhất ở Hà Lan.

## Lịch sử
Liên đoàn Ballet Quốc gia Hà Lan được hình thành vào năm 1961 khi Liên đoàn Ballet Amsterdam và Liên đoàn Ballet Hà Lan sáp nhập. Liên đoàn được quản lí bởi Sonia Gaskell (1961–1969), Rudi van Dantzig (1969–1991), Wayne Eagling (1991–2003) và hiện tại bởi Ted Brandsen. Đây là nơi thu hút rất nhiều nghệ sĩ quốc tế.
Liên đoàn đặt trụ sở tại Dutch National Opera & Ballet (còn được biết tới với tên gọi Het Muziektheater) ở Amsterdam từ năm 1986. Đây là nơi thường xuyên đăng cai các chương trình lớn khắp châu Âu, như Edinburgh Festival. Liên đoàn tập trung vào các biên đạo mới và trình diễn những tác phẩm của các biên đạo cũ như: Rudi van Dantzig, Toer van Schayk, Hans van Manen, Maguy Marin và  Édouard Lock.
Ngày 13 tháng 11 năm 2011, Liên đoàn đã kỉ niệm 50 năm ngày thành lập bằng một buổi gala với sự tham dự của Queen Beatrix.